# Ognes, Aisne
För andra betydelser, se Ognes.
Ognes är en kommun i departementet Aisne i regionen Hauts-de-France i norra Frankrike. Kommunen ligger  i kantonen Chauny som ligger i arrondissementet Laon. År 2022 hade Ognes 1 113 invånare.

## Befolkningsutveckling
Antalet invånare i kommunen Ognes
Referens: INSEE